# František Halás (1943)
František Halás (26. listopadu 1943 Nitra – 9. srpna 2021 Močenok) byl slovenský fotbalový útočník. Žil v Nitře.

## Fotbalová kariéra
V československé lize hrál za AC Nitra. Nastoupil ve 14 ligových utkáních a dal 2 ligové góly.

## Prvoligová bilance
| Ročník                                   | Zápasy | Góly | Minuty | Klub     |
| ---------------------------------------- | ------ | ---- | ------ | -------- |
| 1. československá fotbalová liga 1971/72 | 14     | 2    | 888    | AC Nitra |
| CELKEM                                   | 14     | 2    | 888    |          |